# Chaîne (serrurerie)
Pour les articles homonymes, voir chaîne.

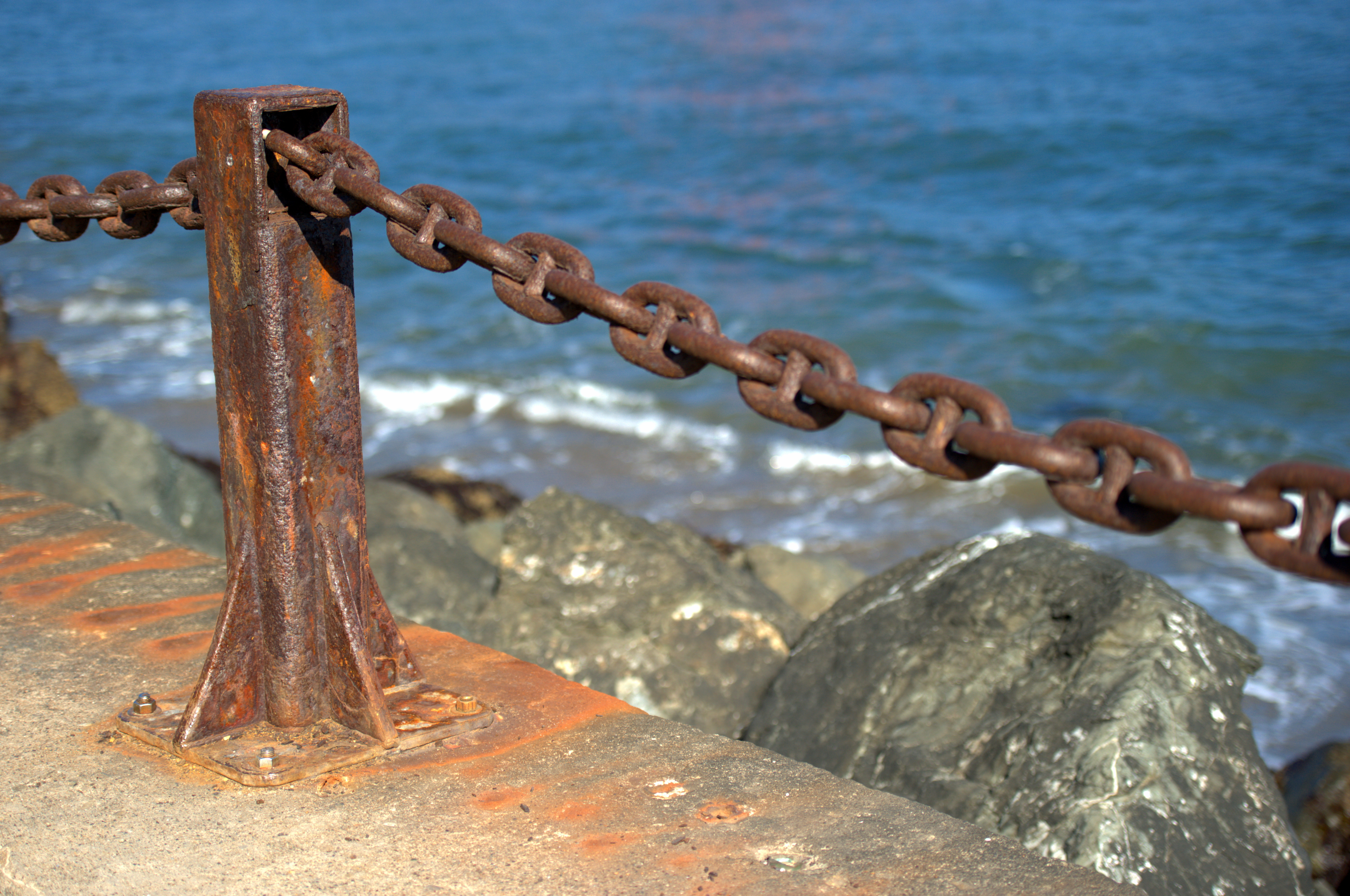
Chaine de sécurité, Presidio de San Francisco.

Une chaine est, en serrurerie, un assemblage de plusieurs mailles ou chaînons.
Associée éventuellement à un cadenas, elle permet d'attacher, enchaîner un objet, une malle, etc. ou entraver une personne. Elle permet de relier plusieurs objets : une paire de menottes, un corps-mort, une laisse, etc.

## Histoire

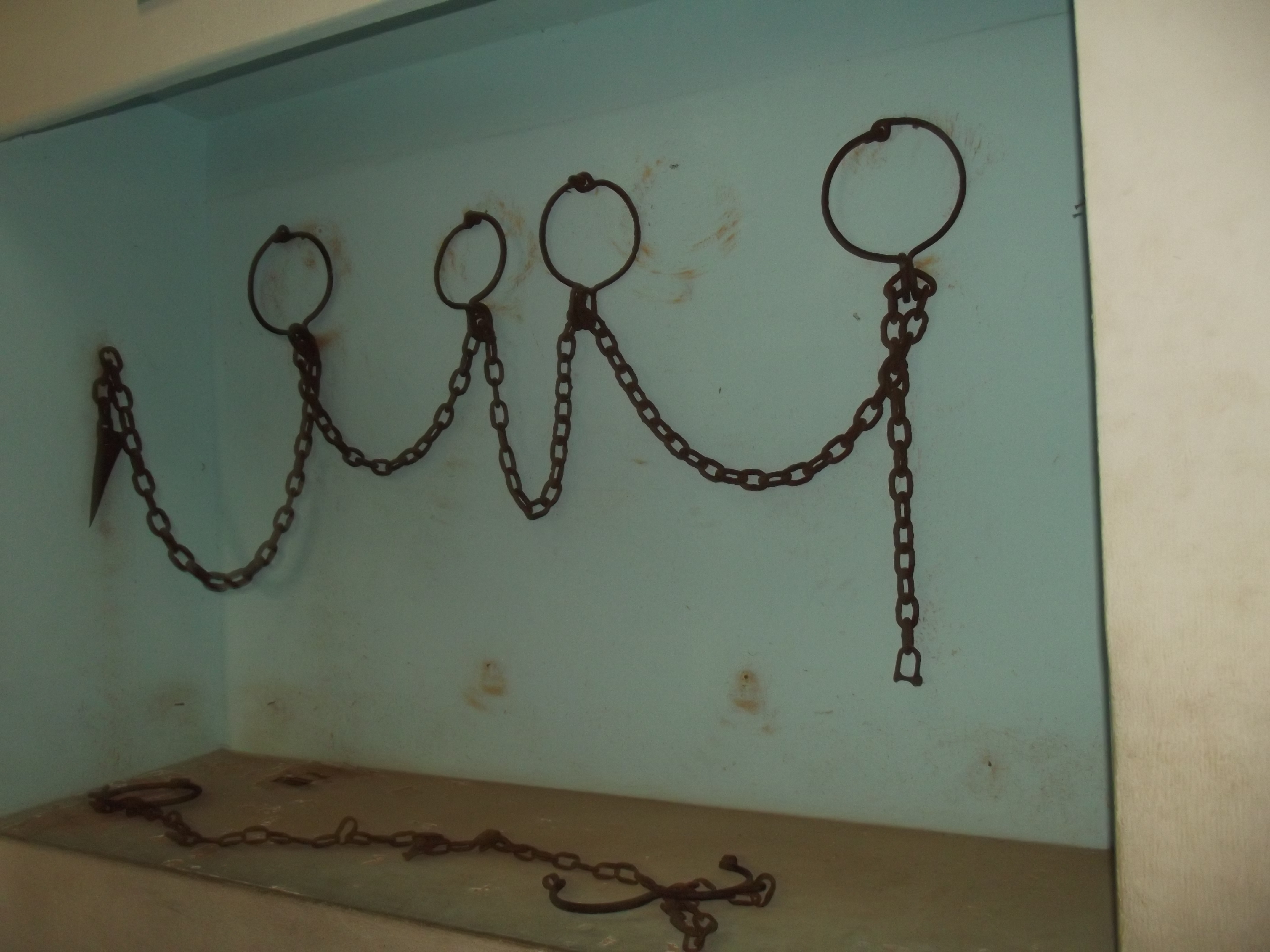
Chaînes utilisées durant la traite négrière,.

L'art de faire les chaînes non seulement en métaux précieux et d'ornement mais encore en fer et d'utilité remonte à une haute Antiquité. L'Ancien et le Nouveau Testament en font mention comme objet d'ornement et dans d'autres comme instrument de dégradation ou de réclusion.

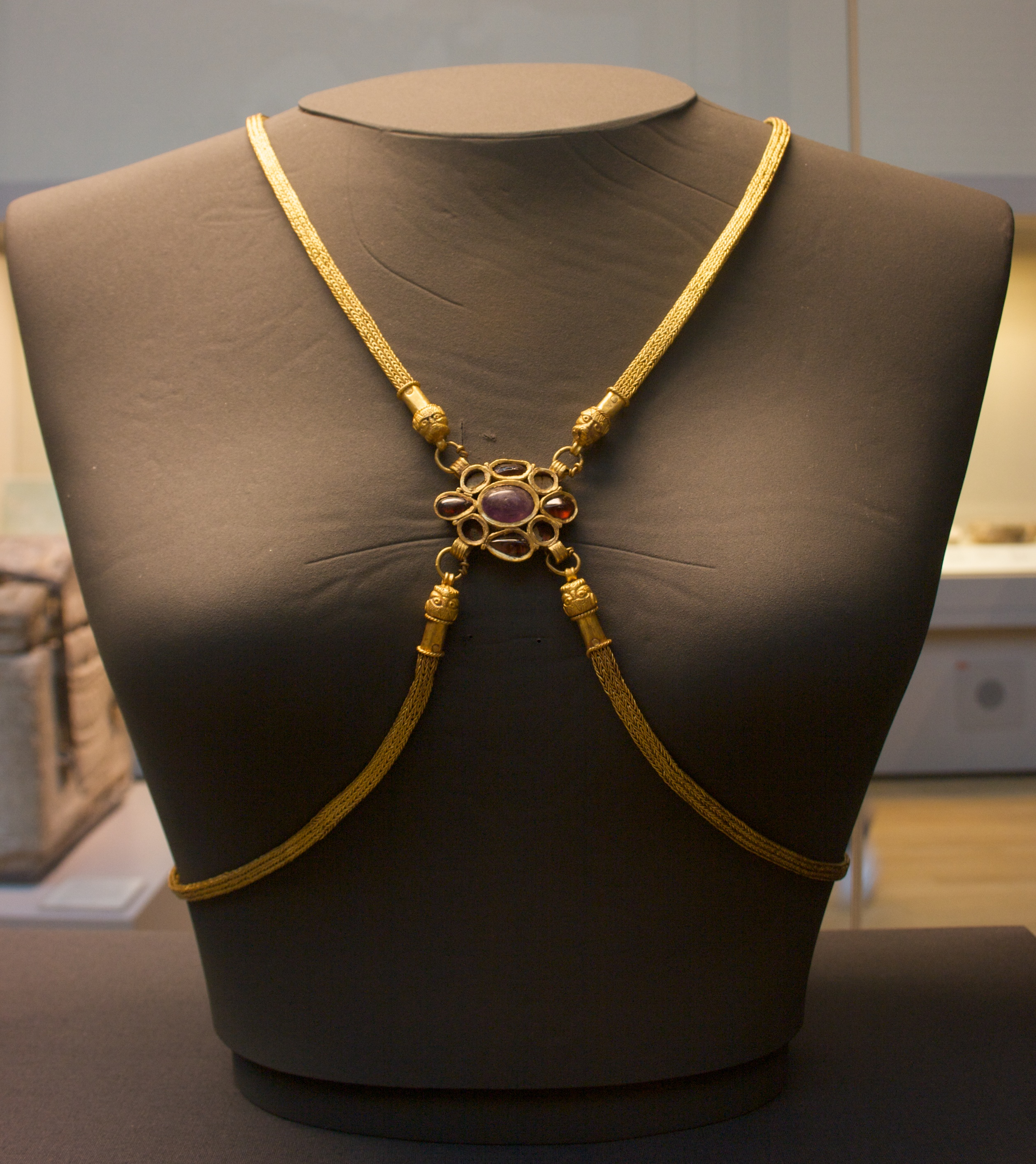
Vue de face de la chaîne de corps en or du trésor de Hoxne.

Elles étaient fréquemment employées à ce dernier usage chez les Romains qui lorsqu'ils marchaient à la guerre emportaient avec eux des chaînes pour lier leurs prisonniers de quelque rang qu'ils soient. Les chaines employées à cet usage sont généralement en fer mais quelquefois en argent et même en or. 
Les catenæ ou chaînons réunis de fils de ces métaux précieux, or et argent, tressés de manière à rester assez flexibles pour se porter comme ornement par des personnes de haute dignité ont probablement conduit à la fabrication de chaînes plus fortes en métaux inférieurs comme objets d'utilité. 
L'art de former cette première espèce de chaîne en fils tressés et très simples dans leur texture, composée d'un petit nombre de fils est ainsi pratiqué dans les pays où la soudure est chose encore inconnue aux ouvriers.

## Les bateaux et les ponts

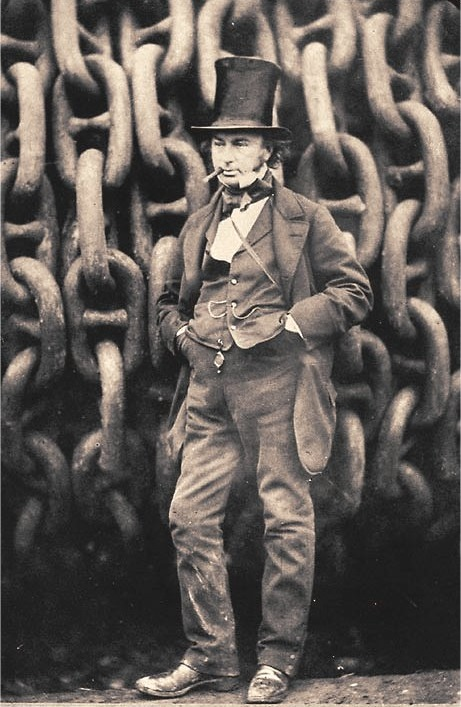
Brunel devant les chaînes fabriquées à la ferronnerie Pontypridd de l'officier de la Royal Navy Samuel Brown pour le SS Great Eastern.

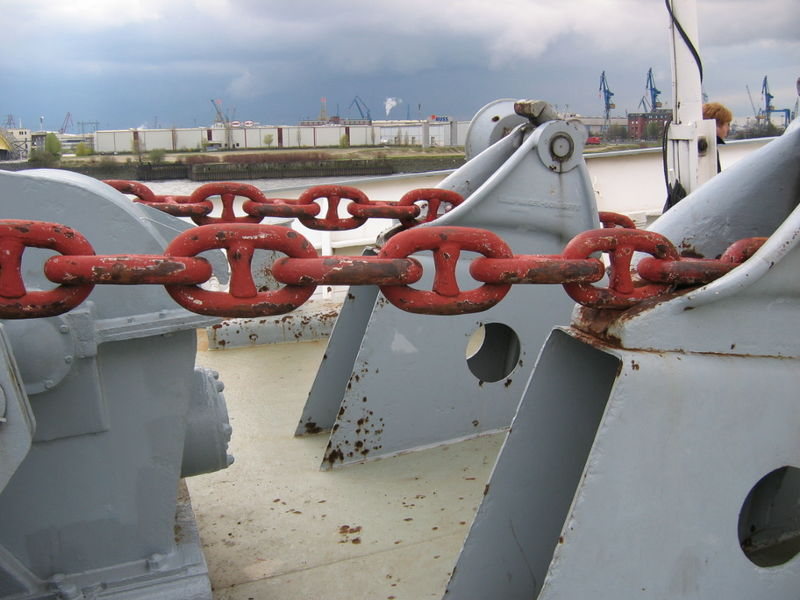
Portion de ligne de mouillage entre le guindeau (à gauche) et les stoppeurs (à droite).

Dans les bateaux les chaines sont associées aux ancres.
L'officier de la Royal Navy Samuel Brown (1776-1852) innove sur le HMS Penelope en 1806 en substituant aux câbles (aussières) des vaisseaux, des chaînes en fer. La société qu'il fonde par la suite fournira toutes les chaînes de la Royal Navy jusqu'en 1916 et il fait les chaînes pour le SS Great Eastern de Isambard Kingdom Brunel, magnifiées par Robert Howlett. De cette application du fer datent en Angleterre une foule de recherches et d'expériences sur la force et la traction du fer et sur ses diverses qualités. Le fer doux propre à la fabrication des câbles de vaisseaux s’allonge sous un effort de dix-huit à vingt kilogrammes, sa nature douce filamenteuse et surtout homogène lui permet de continuer à s'allonger uniformément d'un cinquième de sa longueur avant de rompre. Ce fer convient parfaitement aux chaînes de ponts suspendus.
Dès 1595, des représentations d'un pont dont le tablier est suspendu par des chaines, dont la conception est plus proche d'un pont à haubans, apparaissent dans le Machinae Novae (Venise, 1595) de Fausto Veranzio. L'histoire retient toutefois que c'est en Amérique que naît le pont suspendu moderne. Un juge, James Finley (1756-1828), a l'idée d'un pont suspendu avec des chaînes en fer forgé (1801).
Brown dépose un brevet pour la fabrication de chaînes en 1816 et des maillons brevetés en fer forgé pour un pont suspendu en 1817. Dans la même année, d'autres construisirent le pont de Dryburgh (en), le premier pont à chaîne en Grande-Bretagne (1817). Brown avait expérimenté déjà un pont suspendu à chaîne, construisant une structure de test de portée de 32 m en 1813, qui rencontre l'approbation de John Rennie et Thomas Telford. Plusieurs tentatives malheureuse de ponts des Invalides sont réalisés par Navier (1824) puis Vergès (1829), jusqu'aux réalisations remarquables de Thomas Telford (pont suspendu de Menai en 1826). 
Les chaînes dans les ponts furent remplacées par des câbles.

## Dans les mines
Les chaînes de traction ont été brièvement employées dans les mines avant qu'elles ne soient remplacées par des câbles de traction en chanvre, en fer et en acier. La raison en est que les chaînes se rompaient quelquefois sans aucun indice préalable, tandis que les câbles constitués de torons de chanvre ou d'acier laissaient voir suffisamment de signes d'usure pour être remplacés à temps.